# Јекатерина Гамова
Јекатерина Александровна Гамова (рус. Екатери́на Алекса́ндровна Га́мова) је руска одбојкашица. Рођена је 17. октобра 1980. у Чељабинску у Русији. Као члан репрезентације Русије освојила је сребрне медаље на Олимпијским играма у Сиднеју 2000. и Атини 2004.. На Светском првенству у Јапану 2006. и 2010. освојила је златне медаље. 
Први тренер јој је била Л. Гамова. Награђена је орденом „Заслуга за отаџбину“ („За заслуги перед Отечеством“) II степена 2001. године. Одбојку је почела да игра за екипу Метар у сезони 1996/97. са којом је освојила четврто место у првенству Русије. Године 1998. прешла је у екипу „Уралочка“ из Јекатеринбурга, да би 2003. прешла у екипу „Динама“ из Москве, где и сада игра (2007). За репрезентацију Русије је дебитовала 1999.

## Лични подаци
- Висока: 2,02
- Тежина: 75
- Број обуће: 49
- Место у тиму:блокер,

## Успеси
- 2000 — најбољи блокер Гран при
- 2001 — најбољи блокер Светском куп
- 2001 — најбољи поентер Светском куп
- 2003 — најбољи поентер Гран при
- 2004 — најбољи поентер Олимпијске игре
- 2004 — најбољи блокер Олимпијске игре
- 2004 — најбољи играч Европе
- 2006 — најбољи поентер Гран при

## Медаље
- 1999 — злато, Светско првенство за јуниоре
- 1999 — злато, Гран при
- 1999 — сребро, Светски куп
- 2000 — сребро, Гран при
- 2000 — сребро, Олимпијске игре
- 2001 — злато, Европско првенство
- 2001 — бронза, Гран при
- 2002 — бронза, Светско првенство
- 2002 — злато, Гран при
- 2003 — сребро, Гран при
- 2004 — сребро, Олимпијске игре
- 2005 — бронза, Европско првенство
- 2006 — сребро, Гран при
- 2006 — злато, Светско првенство